# کوندروستئوسور
چوندروستئوسور (نام علمی: Chondrosteosaurus) نام یک سرده از راسته خزنده‌کفلان است.